# Цветан Спасов
 Тази статия е за българския революционер.  За партизанина вижте Цветан Спасов (партизанин).  
Цветан (Цветко) Спасов Трайков, наричан Китан и Орешечки, Орешачки, (изписване до 1945 година: Цвѣтанъ Спасовъ) е български революционер, войвода на Вътрешната македоно-одринска революционна организация и Вътрешната македонска революционна организация.

## Биография
Цветан Спасов е роден в кумановското село Орашец, тогава в Османската империя, днес в Северна Македония. Влиза в редовете на ВМОРО и става войвода на чета в североизточна Македония. При избухването на Балканската война в 1912 година Цветан Спасов е доброволец в 3 рота на 2 скопска дружина на Македоно-одринското опълчение.
След като родният му край попада в Сърбия след Междусъюзническата война Спасов продължава с революционната си дейност. В 1914 година е четник при Ефрем Миладинов.
След Първата световна война взима участие във възстановяването на организацията и води борба срещу сръбската власт във Вардарска Македония. От 1920 година е войвода в Кратовско.
На 4 август 1924 година четата му от 21 души е обградена от 2000 души сръбски войници и потераджии на върха Борса край село Тополовик, Кратовско. Започва тежко петнадесетчасово сражение, в което сръбските части използват артилерия. Четата пробива кордона, като четникът В. Ананиев загива, а войводата Спасов е тежко ранен и се самоубива. От сръбска страна загиват 25 души, както и 50 селяни, използвани от сърбите като жив щит.